# Таиланд на юношеских Олимпийских играх
Таиланд принимает участие в юношеских Олимпийских играх: в летних Играх — начиная с Игр 2010 года, в зимних Играх — начиная с Игр 2020 года.
Спортсмены Таиланда на всех юношеских Олимпийских играх выиграли в сумме 26 медалей, из них 11 золотых, все медали выиграны на летних Играх; в неофициальном медальном зачёте спортивная делегация Таиланда занимает 21-е место.

## Медальный зачёт

### Медали на летних юношеских Олимпийских играх
| Игры              | Участников | Золото | Серебро | Бронза | Всего | Место |
| 2010 Сингапур     | 34         | 4      | 3       | 0      | 7     | 14    |
| 2014 Нанкин       | 37         | 3      | 2       | 3      | 8     | 18    |
| 2018 Буэнос-Айрес | 57         | 4      | 5       | 2      | 11    | 13    |
| Всего             | Всего      | 11     | 10      | 5      | 26    | 16    |

### Медали на зимних юношеских Олимпийских играх
| Игры         | Участников | Золото | Серебро | Бронза | Всего | Место |
| 2020 Лозанна | 5          | 0      | 0       | 0      | 0     | —     |
| Всего        | Всего      | 0      | 0       | 0      | 0     | —     |